# Vladimír Zábrodský
Vladimír Zábrodský (7. března 1923 Praha – 20. března 2020 Stockholm, Švédsko) byl český a československý hokejista a tenista. V hokeji působil jako střední útočník, od roku 1949 byl hrajícím trenérem národního mužstva. Ligovou soutěž hrál za LTC Praha (od žákovských let), Spartak ČKD Sokolovo (1950–1960) a Bohemians ČKD Praha (1963–1965). V lize odehrál 18 sezón (okolo 230 zápasů) a nastřílel 306 gólů. Je na 7. místě v Klubu hokejových střelců deníku Sport. Stal se 6× mistrem Československa (1946, 1947, 1948, 1949, 1953 a 1954).
Čtyřikrát se zúčastnil mistrovství světa v ledním hokeji: 1947 (zlato), 1949 (zlato), kde hrál, stejně jako v LTC s číslem 10 na dresu, 1954 (4. místo) a 1955 (bronz). Startoval také na Zimních olympijských hrách 1948 (stříbro) a 1956 (5. místo).
Vždy nastupoval jako střední útočník. Už od dětství vedle něj hrál na levém křídle Stanislav Konopásek, dohromady tvořili jednu z nejúdernějších útočných dvojic v historii československého hokeje. Na pravé straně útoku v LTC a v národním týmu se jejich spoluhráči postupem času střídali: Jaroslav Juhan, Josef Kus, František Pergl, Ladislav Troják a po jeho tragické smrti při leteckém neštěstí nad kanálem La Manche v roce 1948 také Václav Roziňák. Zábrodský i Konopásek později hodnotili jako nejlepší souhru s Roziňákem.
Po odsouzení spoluhráčů ve vykonstruovaném soudním procesu dostal zákaz reprezentovat. Po návratu nosil dres číslo 15 a zúčastnil se MS ještě v letech 1954, 1955 a na ZOH 1956. V roce 1958 byl usvědčen a potrestán v aféře se sázením na domluvené zápasy.
Za reprezentační mužstvo odehrál 93 zápasů (dle publikace Říkali mu šéf 94) a nastřílel 158 gólů, je tak druhým nejlepším střelcem historie národního mužstva. Byl uznávaným tvůrcem hry a jediným hrajícím trenérem národního československého mužstva. Proslul unikátní ranou z bekhendu.
Na vrcholové úrovni hrál také tenis. V letech 1948, 1955 a 1956 byl členem československého týmu v Davisově poháru.
Kvůli vykonstruovanému soudnímu procesu byl v roce 1950 některými spoluhráči, zejména Augustinem Bubníkem, označován za kontroverzní postavu. Jako kapitán reprezentace nebyl v tomto procesu souzen. Souzeni ovšem nebyli ani další členové reprezentačního kádru, například Vladimír Bouzek. Podle spoluhráče Stanislava Konopáska se Zábrodský sám neangažoval v zatčení hokejistů (vůbec nebyl přítomen v tzv. Zlaté hospůdce), nicméně očistil své jméno pravděpodobně tím, že očernil své spoluhráče. David Lukšů, spoluautor knihy Stanislav Konopásek: Hráč, který přežil, tvrdí, že veškerá tvrzení ohledně Zábrodského jsou pouhé domněnky a pravda možná již nikdy nevyjde najevo. Nic proti němu přímo nesvědčí a hokejista sám vypovídat nechtěl.
V roce 1960 byl potrestán v aféře se sázením na domluvené zápasy. Do této aféry bylo zapojeno několik sportovců, Zábrodského kontaktoval Július Torma, olympijský vítěz v boxu z roku 1948. Trest přišel nenadále, Vladimír Zábrodský byl vyloučen ze Spartaku Praha Sokolov, podmínečně byl odsouzen k patnácti měsícům do černouhelného dolu Důl Hlubina. Bylo mu nabízeno pracovat do dolů v Kladně, což ale odmítl, nechtěl být v blízkosti Prahy. Oficiálně byl zaměstnancem dolu Hlubina, neoficiálně byl jmenován trenérem hokejového oddílu Baník Ostrava, na střídačce kvůli trestu nesměl být, tým vedl z visuté tribuny prostřednictvím poslíčků. V sezoně 1960/1961 bojoval Baník Ostrava s rivalem TJ VŽKG Ostrava o postup do nejvyšší soutěže, Baník Ostrava skončil na druhém místě, pouhé čtyři body chybělo týmu na první postupové místo. 
V roce 1963 se vrátil do Prahy, vrátil se zpátky na led jako hrající trenér Bohemians ČKD Praha. Bohemians Praha působil v Pražském krajském přeboru (třetí nejvyšší soutěž v té době). Zábrodský sestavil mužstvo a utvořil útočnou formaci s nadějným mladým útočníkem Jiřím Kochtou, který byl o třiadvacet let mladší. Bohemians ČKD Praha postoupila do 2. ligy, pro Zábrodského to byla poslední sezona v československé soutěži. 
V roce 1965 s rodinou emigroval přes Jugoslávii a Švýcarsko do Švédska. Jako hlavní trenér vedl v nejvyšší švédské hokejové soutěži Leksand, Rögle a Djurgården. Žil ve Stockholmu.
V roce 1997 byl uveden do Síně slávy IIHF. V roce 2008 byl uveden do Síně slávy českého hokeje.
V roce 2003 se podílel na dokumentu České televize Hokej v srdci – Srdce v hokeji.

## Ocenění
- člen Síně slávy IIHF (1997)
- člen Síně slávy českého hokeje (2008)
- V anketě o českého Hokejistu století, pořádané v roce 1998 Českým svazem ledního hokeje a MF Dnes, obsadil 3. místo (za D. Haškem a J. Jágrem) a byl jako střední útočník v nejlepší šestce historie.[4][7]
- V anketě Nejlepší kapitán, kterou uspořádala Česká televize k příležitosti Mistrovství světa v ledním hokeji 2015, Vladimír Zábrodský s přehledem zvítězil.[8]